# 森特菲爾德 (肯塔基州)
森特菲爾德（英語：Centerfield）是位於美國肯塔基州奧爾德姆縣的一個非建制地區。

## 地理
森特菲爾德所處的海拔為高於海平面250米（即820英呎），而該地所採用的時區為UTC-5，即北美東部時區（EST）。同時該地設有夏令時間，為UTC-5調快一小時，即UTC-4（EDT）。